# Croce latina
Si parla di pianta a croce latina per le chiese in cui la navata e la trasversale (transetto) hanno lunghezza differente e si intersecano ad angolo retto.
Richiama la forma del crocifisso della tradizione cristiana.

## Architettura
In architettura l'intersecarsi di navata e transetto conferisce alle chiese una pianta a croce latina:
- croce latina commissa se il transetto si trova alla fine della navata centrale, formando una T( alla greca, ‘tau’);
- croce latina immissa se il transetto attraversa il corpo longitudinale della navata centrale, circa a due terzi di quest’ultima.

Si parla di pianta a croce greca quando navata e  transetto sono di lunghezza uguale e hanno un centro comune originando quattro angoli retti. La gran maggioranza delle chiese di culto cattolico nel mondo occidentale, ha pianta a croce latina immissa.